# Грихново (Новосокольнический район)
Грихново — деревня в Новосокольническом районе Псковской области России. Входит в состав Вязовской волости.

## География
Расположена на южном побережье Грихновского озера, в 70 км к северо-западу от города Новосокольники и в 4 км к северо-западу от волостного центра, деревни Вяз.

## Население
| 2001 | 2002 | 2010 |
| ---- | ---- | ---- |
| 36   | ↗38  | ↘33  |

Численность населения деревни по оценке на начало 2001 года составляла 36 человек, на 2010 год — 20 человек.